# アンマン城塞

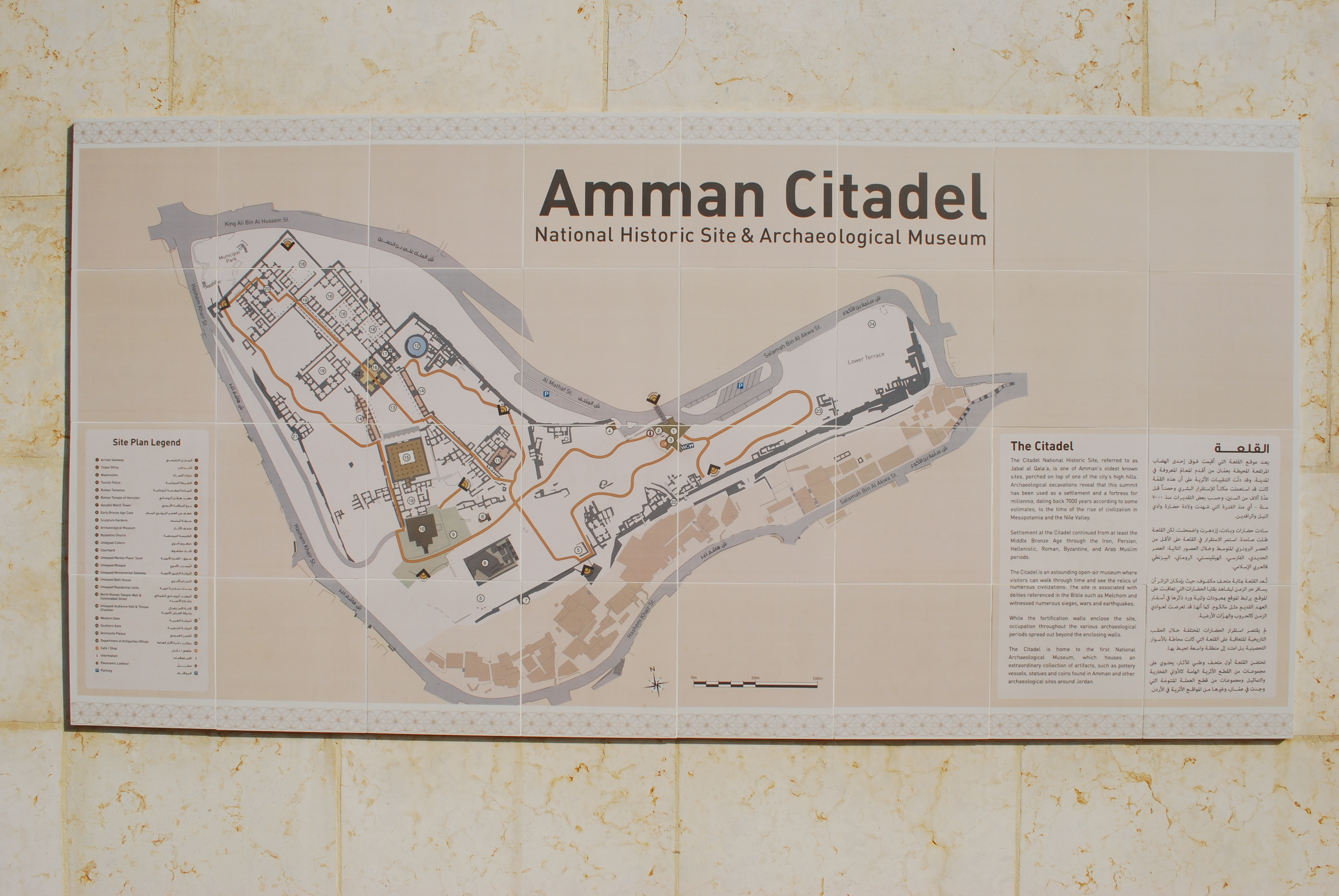
アンマン城跡概要図

アンマン城塞（アンマンじょうさい、英語: Amman Citadel）は、ヨルダンの首都アンマンの市街中心部に位置する史跡である。ジャバル・アル＝カラー (Jabal al-Qal'a、アラビア語: جبل القلعة) として知られるそのL字形の丘陵は、かつてのアンマンを形成していた7つの山（ジャバル）の1つであった。新石器時代からの居住の証拠が認められており、そこはウマイヤ朝の時代までさまざまな民族や文化に占有されたが、その後に衰退の時代を迎えると、かつての都は1878年までときにベドウィンや季節的農民により使われただけで、歴史を重ねた遺構はほとんど打ち捨てられていた。この時代の間隔があるとしても、アンマンの城塞（シタデル、英: Citadel）は世界で最も古くから継続的に人が居住した場所の1つとみなされている。
城塞は、大きな多くの文明により占有された長い歴史を持つことにより重要な場所であるとされる。その場所で今も見られる建築物のほとんどは、ローマ、東ローマ帝国（ビザンティン）時代およびウマイヤ朝の時代のものである。史跡の主な構造物には、ヘラクレス神殿、東ローマ時代の教会、ウマイヤ朝の宮殿がある。防御壁が敷地の中心を囲んでいるが、古代に占有された時代は広大な領域におよんでいた。歴史的な構造物、墓、門、壁、階段には近代的な境界がないことからも、取り囲む一帯およびアンマン全土と同様、この場所には多くの考古学的潜在性が存在する。考古学者らは、1920年代よりその場所を研究し、イタリア、イギリス、フランス、スペインおよびヨルダンなどの調査がなされているが、その城塞の遺構の多くは未発掘である。

## 歴史
紀元前6000年頃の新石器時代の居住の証拠が認められ、その遺跡からは、初期青銅器時代にまでさかのぼる紀元前3300-1200年の墓を形成したヒトの占有の痕跡も発掘された。鉄器時代には、城塞はアモン人の首都としてラバト・アンモン (Rabbath Ammon) と呼ばれた。この時代からのアンマン城塞碑文は、初期のフェニキア文字で記述されたものの1例を示している。ここはアッシリア、バビロニア、ペルシアにより領有されていた。紀元前331年にギリシアによって征服されると、その都はフィラデルフィアに改名された。ヘレニズム時代には、建築的変更はあまりないが、陶器が占有の証拠として認められる。この地は紀元前30年頃にローマのものになり、最終的には西暦661年にイスラームの支配下となった。城塞は、13世紀のアイユーブ朝の統治のもとでは重要性が低下したが、この時代のうちに見張りの塔が追加された。

## 構成

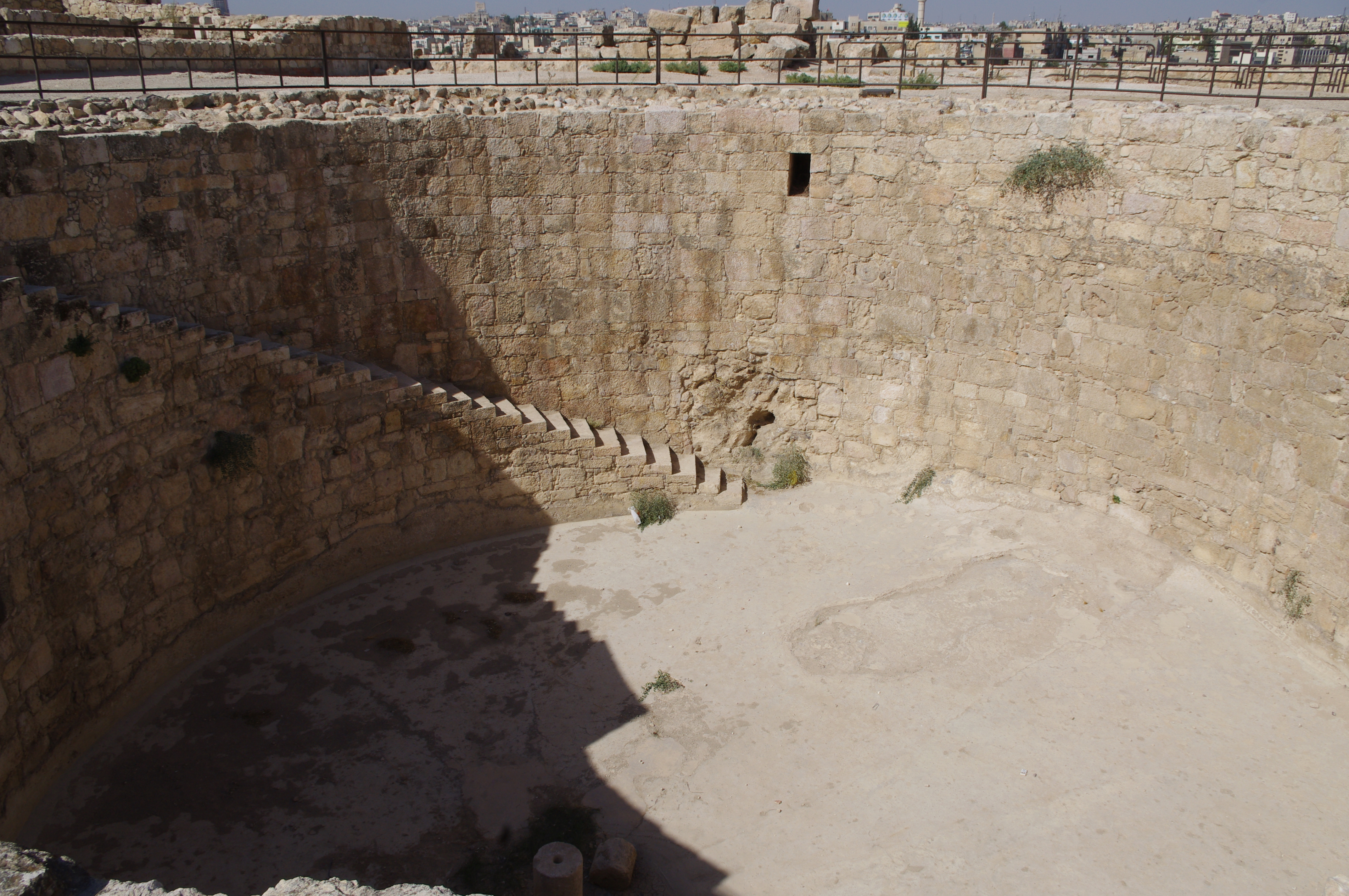
ウマイヤ朝の貯水槽

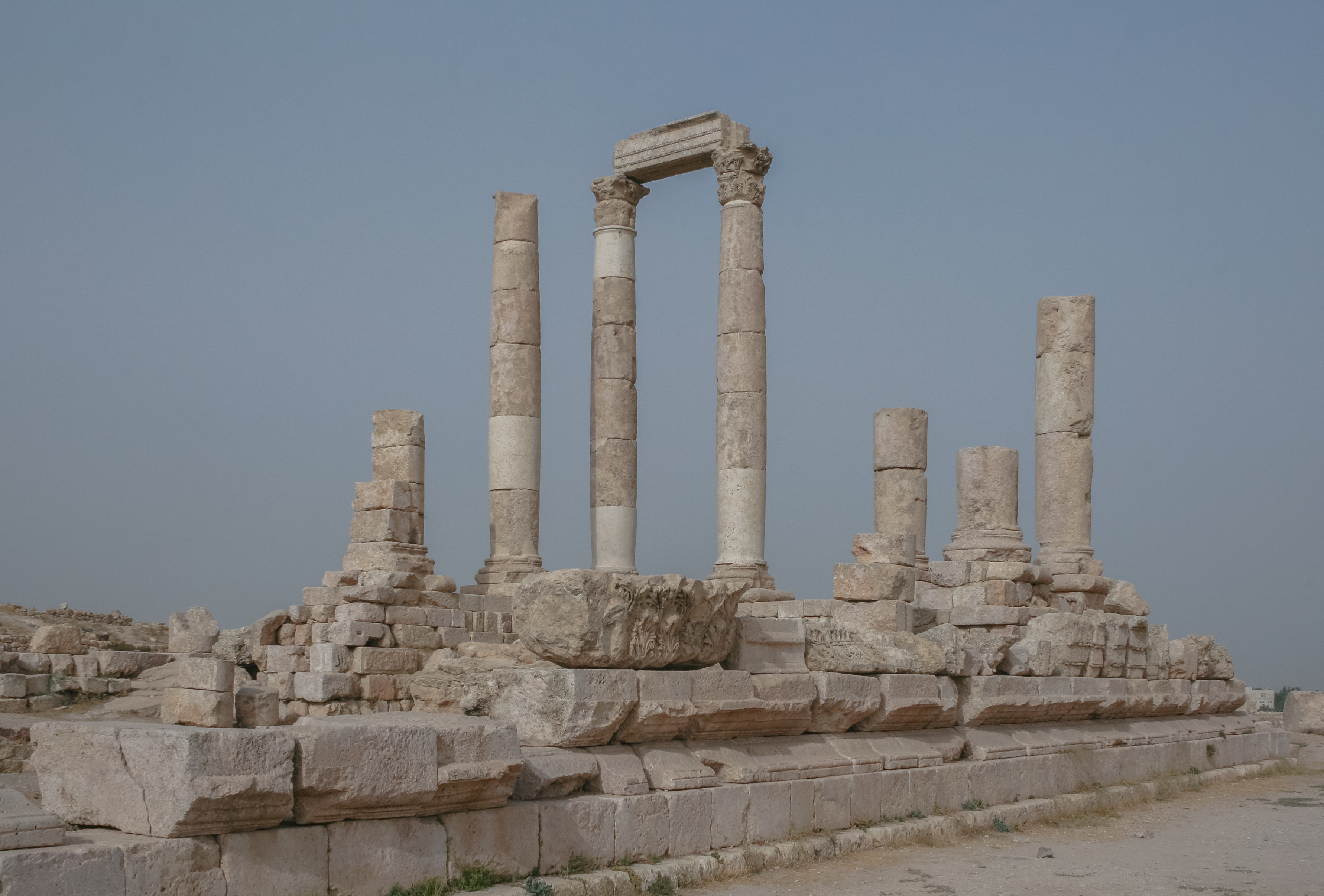
ヘラクレス神殿
この場所に位置するヘラクレス神殿は、2世紀の城塞のローマによる占領の時代にさかのぼる。ヘラクレス神殿は、アンマンのローマ劇場と同時代である西暦162-166年のうちに構築された。碑文によればゲミニウス・マルキアヌスがアラビア一帯の総督であった時代（162-166年）に構築され、典型的なギリシア建築様式を示すその神殿は、アンマン城塞の中で最も重要なローマ時代の構造物とされる考えられる。皇帝マルクス・アウレリウス・アントニヌス（在位161-180年）のために建造されたといわれるこの神殿の場所には、ヘラクレスの手とみなされる石を削って創られた手もある。

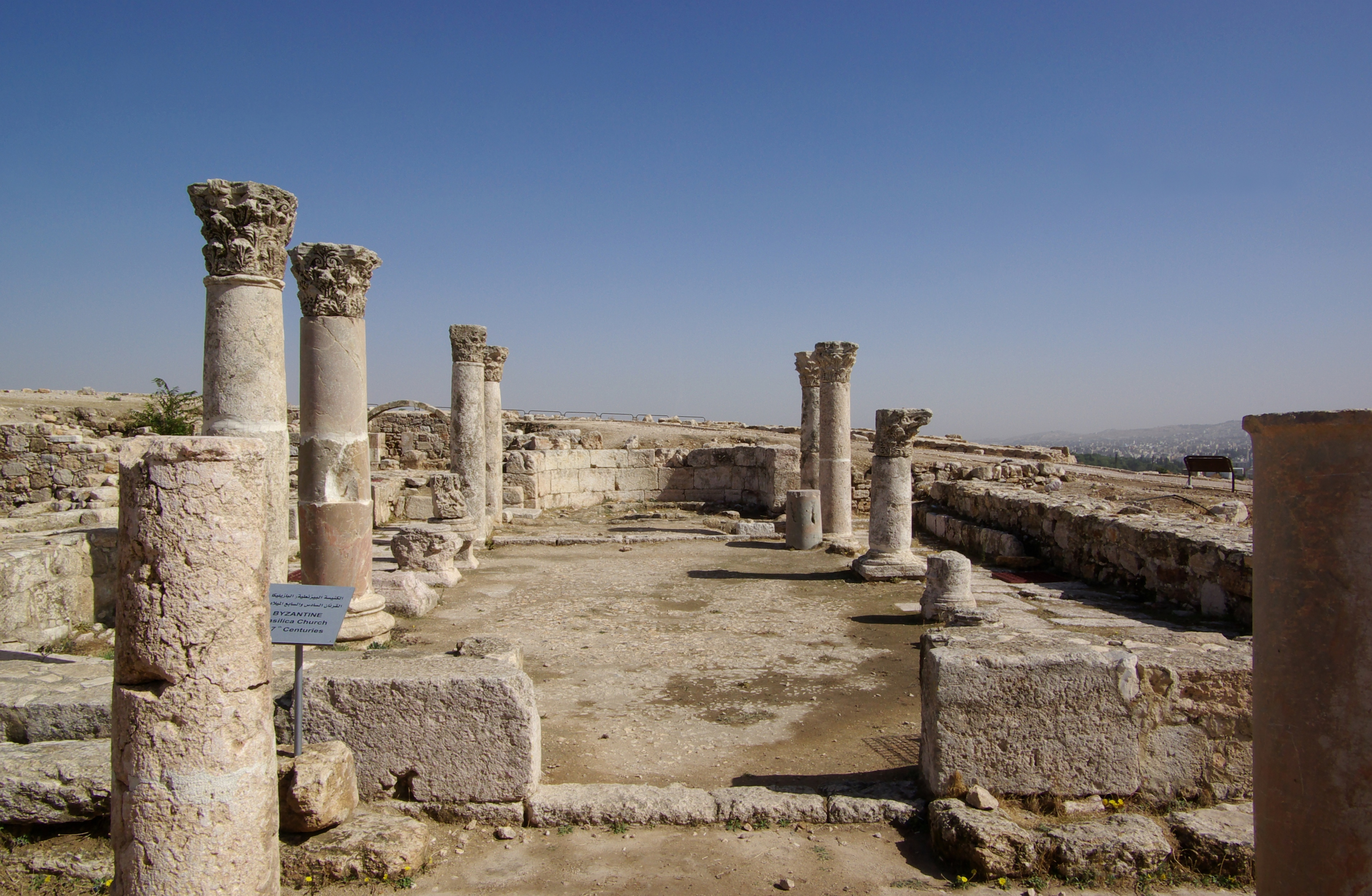
ビザンティン教会
東ローマ帝国時代のビザンティン教会は5-6世紀に構築された。コリント式の円柱などの遺構が残る。

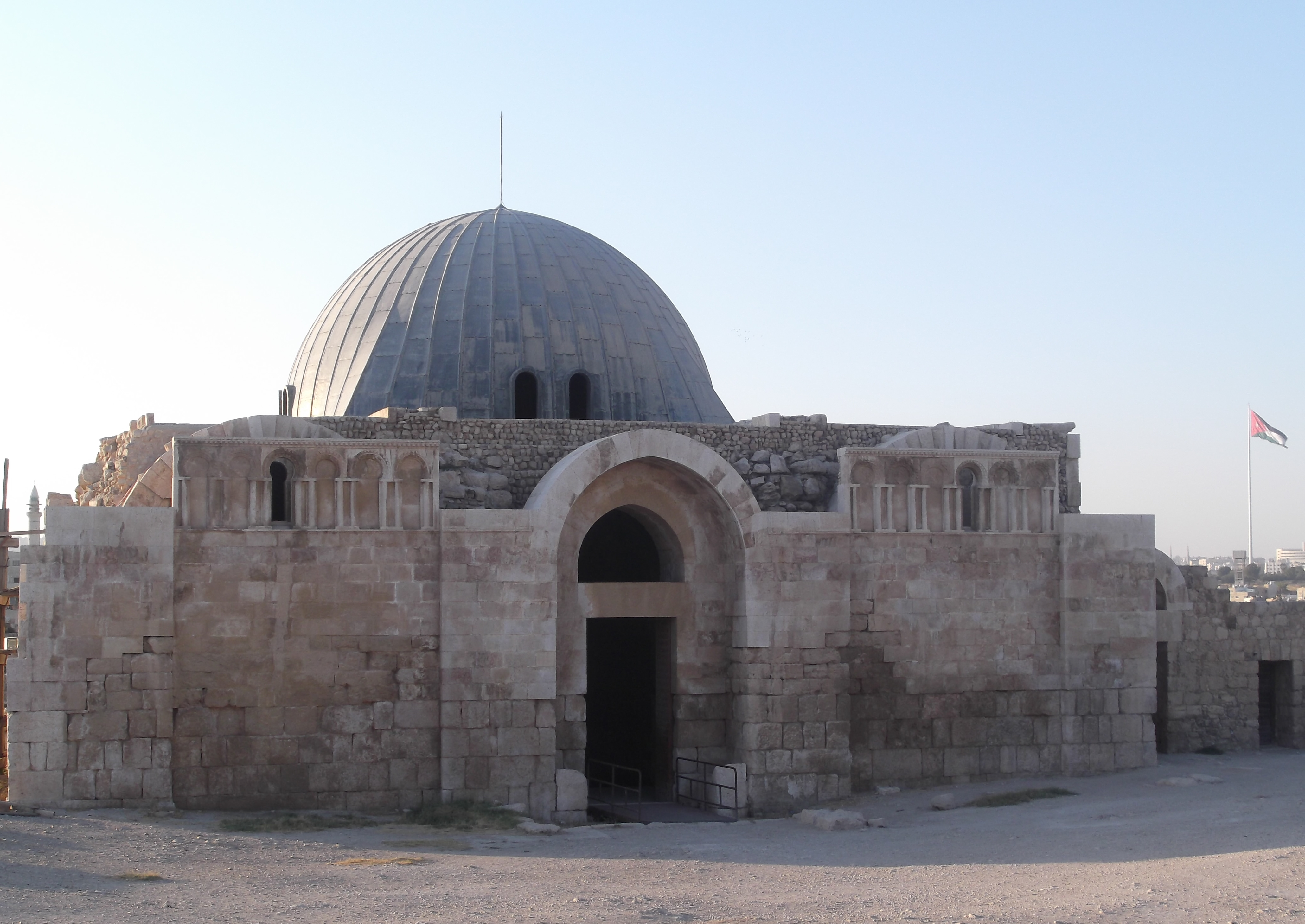
ウマイヤ朝の宮殿
ウマイヤ朝の時代（661-750年）には、アル＝カサール（al-Qasr、アラビア語: القصر）として知られる宮殿建造物が城塞に構築された。ウマイヤ宮殿は、730年頃に建てられた大きく壮麗な複合施設であり、おそらくはアンマン統治者の居住地あるいは行政管理棟として使用された。宮殿はビザンティン様式を受け継ぐ。例えば、正門入口はギリシアの十字形の設計がなされている。宮殿は、この形で存在した東ローマ時代の構造物の上に建造されたと考えられる。大きく損壊したこの建造物においては、現在、「キオスク」（英: “kiosk”）ないし「記念正門」（英: “monumental gateway”）として知られるドーム型の入場の間が修復されている。
貯水槽
宮殿に隣接した場所にはウマイヤ朝の巨大な貯水池が掘られており、地下通路が残る。その反対側にビザンティン様式の教会がある。

## 現代
1995-1996年より、ヨルダン観光遺跡省はアメリカ合衆国国際開発庁 (USAID) と協同して、観光および地域社会に価値あるこの地を保護・修復する保全事業を開始した。アンマン城塞にはまたヨルダン考古学博物館が開設され、城塞のほかヨルダンの史跡の歴史的遺物が収集されている。

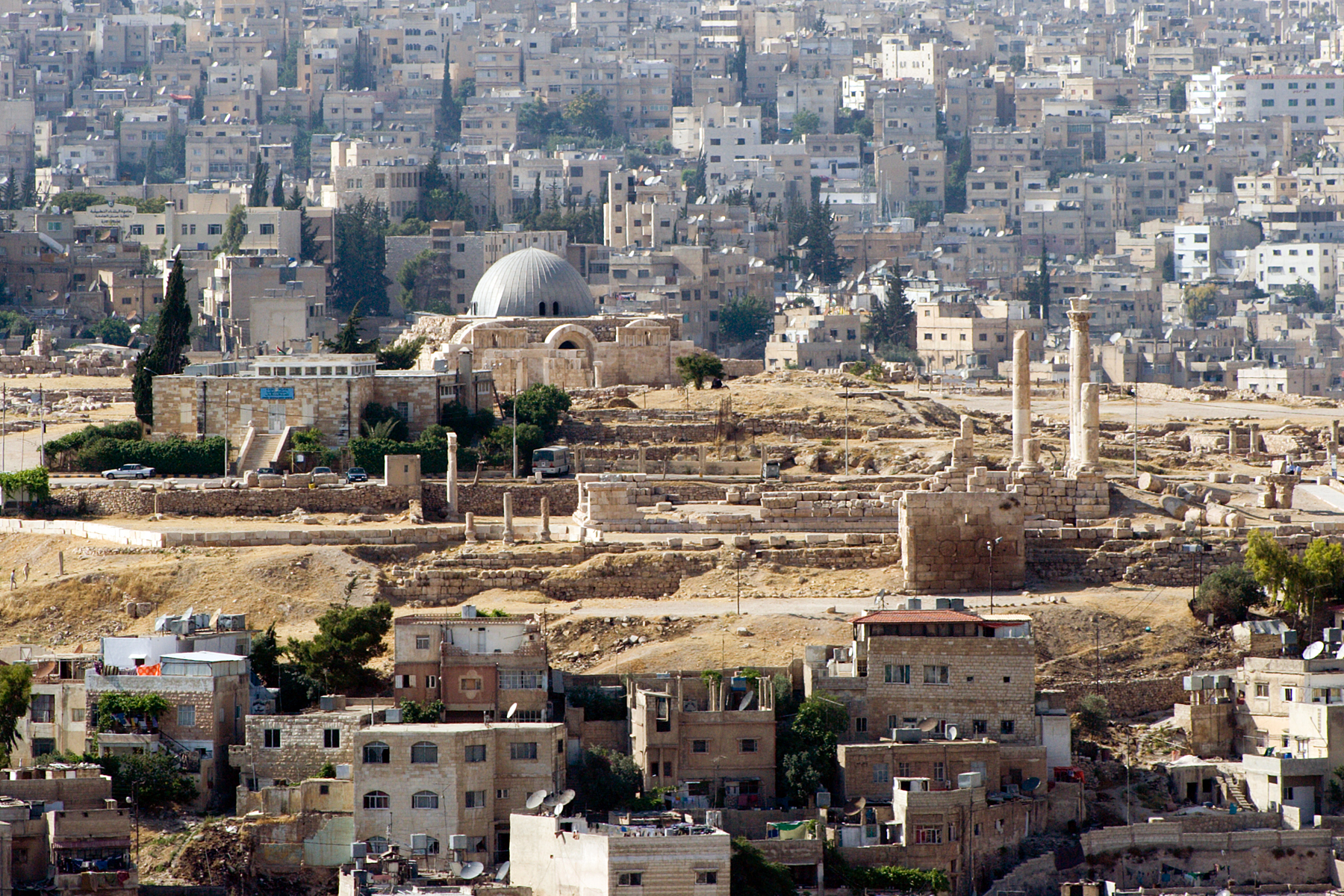
アンマン城塞の遺構群
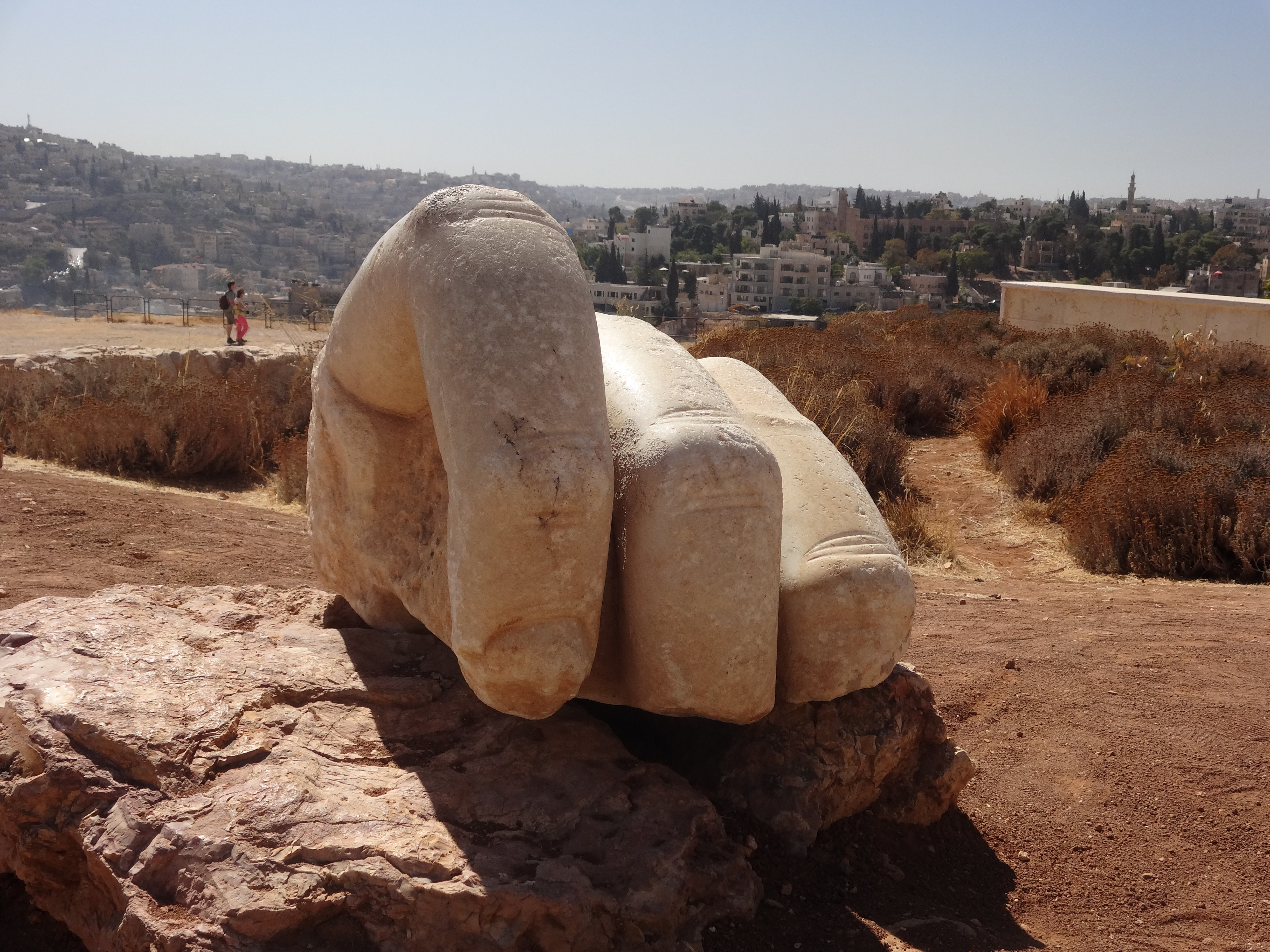
ヘラクレスの手
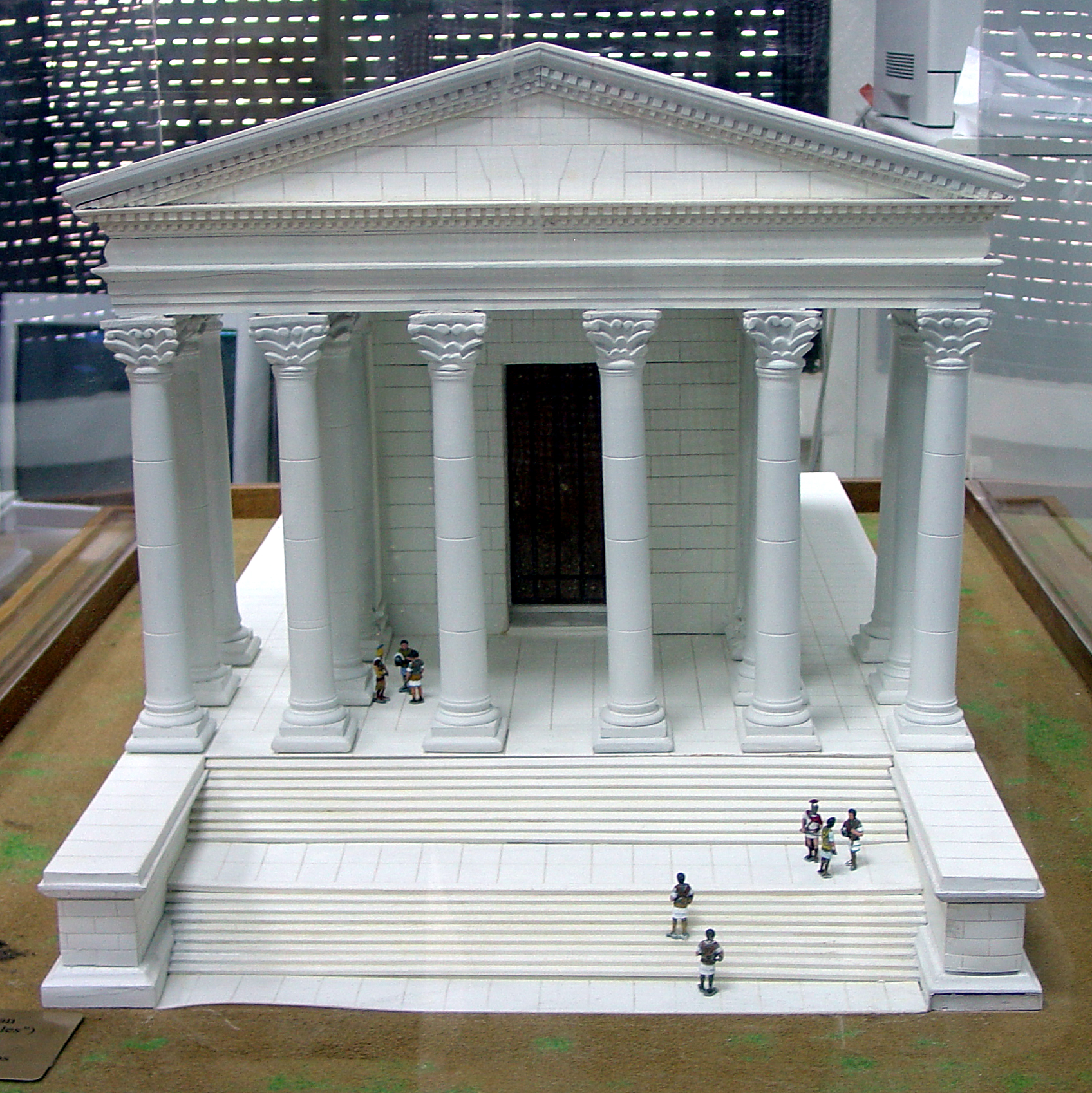
ヘラクレス宮殿の復元模型 (American Center of Oriental Research)